# Emanuela Zanchi

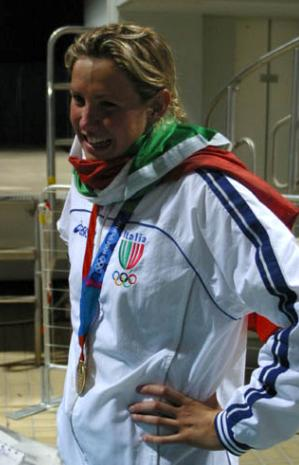
Zanchi 2004 mit ihrer olympischen Goldmedaille

Emanuela Zanchi oder Manuela Zanchi (* 17. Oktober 1977 in Mailand) ist eine ehemalige italienische Wasserballspielerin. Sie gewann eine olympische Goldmedaille. Bei Weltmeisterschaften erkämpfte sie einmal Silber. Hinzu kamen eine Goldmedaille sowie zwei Silbermedaillen bei Europameisterschaften.

## Karriere
Die 1,83 Meter große Zanchi spielte bei Mailand, Bologna, Pescara, Florenz, Varese und bei Orizzonte Catania. Mit Orizzonte wurde sie 2009 italienische Meisterin.
Im Gegensatz zu den meisten Mitgliedern der Olympiamannschaft von 2004 debütierte Zanchi erst 2001 in der Nationalmannschaft. Bei der Europameisterschaft 2001 in Budapest gewannen die Italienerinnen im Halbfinale gegen die Griechinnen mit 7:1. Im Endspiel unterlagen sie den ungarischen Gastgeberinnen mit 8:10. Zwei Jahre später bei der Europameisterschaft 2003 in Slowenien siegten die Italienerinnen im Halbfinale mit 7:5 gegen die Niederländerinnen. Das Endspiel entschieden die Italienerinnen mit 6:5 gegen die Ungarinnen. Etwa einen Monat später wurde die Weltmeisterschaft 2003 in Barcelona ausgetragen. Nach einem 5:2 im Halbfinale gegen die Kanadierinnen verloren die Italienerinnen das Finale mit 6:8 gegen das US-Team.
2004 beim olympischen Wasserballturnier in Athen unterlagen die Italienerinnen in der Vorrunde den Australierinnen mit 5:6 und trafen dann im Viertelfinale auf die Ungarinnen, die Dritten der anderen Vorrundengruppe. Nach dem 8:5-Sieg folgte im Halbfinale ein 6:5 gegen die Weltmeisterinnen aus den Vereinigten Staaten. Im Finale bezwangen die Italienerinnen die Griechinnen erst nach Verlängerung mit 10:9. Zanchi war in allen sechs Spielen dabei und warf vier Turniertore, davon eines im Finale. 2005 bei der Weltmeisterschaft in Montreal belegte die italienische Mannschaft den siebten Platz. Bei der Europameisterschaft 2006 bezwangen die Italienerinnen im Halbfinale die Spanierinnen mit 15:10. Im Finale unterlagen sie den Russinnen mit 10:12. Bei den Olympischen Spielen 2008 in Peking unterlagen die Italienerinnen im Viertelfinale den Niederländerinnen mit 11:13 und belegten letztlich den sechsten Platz. Zanchi war in allen fünf Spielen dabei und erzielte acht Treffer, davon vier im Spiel gegen die Niederländerinnen.